# León Krauze
León Krauze (właśc. León Rodrigo Krauze Turrent, ur. 4 stycznia 1975, Meksyk) – meksykański pisarz, dziennikarz i prezenter. Jest także gospodarzem Segunda Emisión w W Radio oraz redaktorem magazynu „Letras Libres”.
Twórczość:
- „El Vuelo de Eluán”, FCE, México, 2005.
- „La Casa Dividida”, Planeta, México, 2005.
- „Historias Perdidas”, Aguilar, México, 2011.

Jest synem historyka Enrique Krauze i Isabel Turrent. Jego bratem jest pisarz Daniel Krauze.